# اولتراسوند سه‌بعدی

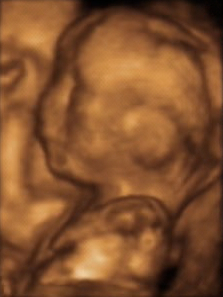
تصویر اولتراسوند سه بعدی یک جنین انسان در زمان ۲۰ هفتگی

اولتراسوند سه‌بعدی یک روش تصویربرداری پزشکی است که معمولاً در تصویربرداری از جنین، قلب و کاربردهای ترانس رکتال و داخل عروقی استفاده می‌شود. سونوگرافی سه‌بعدی به صورت مشخص به نمایش حجمی از داده‌های اولتراسوند (مافوق صوت) اشاره دارد. از سونوگرافی سه بعدی زمانی که در طی یک بازه زمانی یک سری تصویر گرفته شود، به عنوان ۴-بعدی (سه بعد در فضا و یک بعد زمان) نیز یاد می‌شود.
هنگام تولید یک حجم سه‌بعدی، اطلاعات سونوگرافی سه‌بعدی را می‌توان به ۴ روش معمول جمع‌آوری کرد:
با دست، که از طریق جهت دادن به پروب و دریافت یک سری تصویر اولتراسوند و ثبت جهت پروب برای هر برش انجام می‌شود.
مکانیکی، که جهت‌دهی به پروب خطی داخلی، از طریق یک موتور در درون پروب اصلی صورت می‌گیرد.
استفاده از یک اندوپروب (endoprobe)، که از طریق قرار دادن یک پروب و سپس برداشتن آن به صورت کنترل‌شده، حجم را ایجاد می‌کند.
مبدل به شکل آرایهٔ ماتریسی، که از جهت دادن موج به شکل هرم در جهت نقاط نمونه برداری استفاده می‌کند.

## خطرها
خطرهای معمول در سونوگرافی معمولی نیز برای سونوگرافی سه‌بعدی برقرار است. اساساً سونوگرافی روشی ایمن در نظر گرفته می‌شود. در حالی که دیگر تکنیک‌های تصویربرداری از مواد رادیواکتیو یا اشعه‌های یونیزه‌کننده استفاده می‌کنند، مبدل‌های اولتراسوند، پالس‌های صوتی با فرکانس بالا به بدن فرستاده و به بازگشت آن گوش می‌دهند.
به‌طور خلاصه، ریسک اصلی در اولتراسوند به گرم شدن بافت یا حفره زایی برمی گردد. شیوۀ اندازه‌گیری گرم شدن بافت و حفره‌زایی از طریق استانداردی به نام شاخص حرارتی [(thermal index(TI] و مکانیکی [(mechanical index(MI] انجام می‌گیرد. اگرچه FDA مقادیر بسیار ایمنی را برای حداکثر مقدار دو شاخص گفته‌شده مشخص کرد اما همچنان توصیه می‌شود که از تصویربرداری سونوگرافی غیرضروری خودداری شود.

## کاربردها

### مامایی
آزمایش مراحل رشد جنین در رحم به دلیل حرکت دائمی آن و تپش سریع قلب، کاری سخت است؛ بنابراین در هنگام تصویربرداری از رحم، نیاز است که شخص نفس خود را حبس کند تا تصویر واقعی را بتوان دریافت کرد. با سونوگرافی سه‌بعدی، پزشک می‌تواند حرکت جنین را در کسری از ثانیه تشخیص داده و اقدام‌های لازم را به سرعت انجام دهد. علاوه بر تشخیص موقعیت جنین، مشکلات و رفتارهای غیرعادی در رحم مانند تجمع مایع یا هر انحنای ستون فقرات نیز قابل تشخیص است. با سونوگرافی سه‌بعدی و پوشش سه‌بعدی، ضربان قلب جنین نیز قابل ردگیری بوده و پزشک می‌تواند روند رشد جنین را مشخص کند.

### قلب و عروق
کاربری سونوگرافی سه‌بعدی در درمان‌های قلب پیشرفت قابل توجهی در تصویربرداری و درمان مشکلات قلبی کرده‌است. زمانی که سونوگرافی سه‌بعدی برای نمایش وضعیت قلب استفاده شود، اکوکاردیوگرافی سه‌بعدی نامیده می‌شود. با ترکیب تکنولوژی‌های دیگر با اولتراسوند، اکنون اندازه‌گیری‌های کمی مانند حجم محفظه قلب و همچنین اطلاعات مفید دیگری مانند رهگیری جریان خون یا سرعت انبساط و انقباض ممکن است. با روش اکوکاردیوگرافی سه‌بعدی پزشکان اکنون می‌توانند به راحتی بیماری‌های شریانی را تشخیص داده و به دقت نواقص مختلف را بررسی کنند. کاربری‌های پژواک (اکو) نیز به نمایش بی‌درنگ ساختارهای قلب کمک می‌کند.

### هدایت در جراحی
در روش‌های قدیمی اولتراسوند دوبعدی، محل دقیق بافت‌ها و اعضا در جراحی‌ها به خصوص در صفحه‌ای مورب قابل تشخیص نیست. با این حال، با پیدایش سونوگرافی سه‌بعدی و تکامل فضاهای قابل بررسی، جراح می‌تواند دریافت تصویر بی‌درنگ از بافت‌ها و اندام‌ها را انجام داده و می‌تواند اسکن کامل را بهتر تجسم کند. علاوه بر این، سونوگرافی سه‌بعدی هدایت در جراحی را به شکل درمان پیوند و سرطان از طریق آشکارسازی چرخشی در زمان اسکن کردن ممکن می‌کند. این تکنولوژی موجب تکامل روش‌های متعددی مانند اسکن چرخشی، تصویر مقطعی، استفاده از مبدل‌های آرایه‌ای مجتمع که به جراح برای کار با بیماران سرطانی سانحه دیده کمک می‌کند شده‌است. به علاوه، پزشکان با سونوگرافی سه‌بعدی می‌توانند انواع مختلفی از تومورها را به راحتی تشخیص و برای بررسی و مطالعهٔ معایب و دلایل از آن استفاده کنند. بدین ترتیب می‌بینیم که اسکن و نمایش توسط سونوگرافی سه‌بعدی، راه‌های بهتری برای بیمارانی با مشکلاتی همچون سرطان، تومور و پیوند ایجاد کرده‌است.

### تصویربرداری از عروق
حرکت عروق خونی و شریان‌ها به دلیل توزیعشان به راحتی قابل رهگیری نیستند و در نتیجه گرفتن یک تصویر بی‌درنگ از آن‌ها مشکل است. تشخیص به‌طور گسترده در هر نوع درمانی استفاده می‌شود و با سونوگرافی سه‌بعدی، اکنون حرکت دینامیکی مولکول‌های خونی، وریدها و شریان‌ها قابل رهگیری است. علاوه بر این، انواع مختلفی از تشخیص مانند اندازه‌گیری قطر دیوار بین شریان‌ها می‌تواند با یک ردیاب مجتمع در سونوگرافی سه‌بعدی که به مکانیابی دقیق کمک می‌کند شناسایی شود. به این صورت این تکنولوژی به جراح کمک تصویری کرده و به علاوه، دارای یک سنسور است که به ردگیری محل عروق تحت جراحی کمک می‌کند.

### بیهوشی موضعی
سونوگرافی سه‌بعدی بی‌درنگ، در مرحله انسداد عصب پیرامونی، برای شناسایی آناتومی مرتبط و مانیتور پخش شدن بیهوشی موضعی در اطراف عصب کاربرد دارد. انسداد عصب پیرامونی مانع از انتقال سیگنال‌های درد از مکان آسیب‌دیده به مغز بدون استفاده از بیهوشی شده که آن را برای استفاده در درمان سرپایی بیمارن ارتوپدی مناسب می‌کند. سونوگرافی سه‌بعدی بی‌درنگ تشخیص عضلات، اعصاب و عروق را هنگامی که یک سوزن یا کاتتر به زیر پوست وارد می‌شود را ممکن می‌سازد. سونوگرافی سه‌بعدی توانایی نمایش سوزن بدون توجه به صحفهٔ تصویر، که یک پیشرفت قابل توجه نسبت به اولتراسوند دوبعدی است را ممکن می‌سازد. به علاوه، می‌توان تصویر را در حالت بی‌درنگ چرخاند یا برش داد تا ساختارهای آناتومی درون یک حجم از بافت مشخص شوند. پزشکان در کلینیک Mayo در Jacksonville در حال تحقیق بر روی روشی با استفاده از سونوگرافی سه‌بعدی بی‌درنگ برای هدایت بیهوشی موضعی در جراحی شانه، مچ پا و زانو هستند.